# Engoulevent à queue d'aronde
Uropsalis segmentata
Espèce
Synonymes
- Hydropsalis segmentatus Cassin, 1849
(protonyme)

Statut de conservation UICN

 LC  : Préoccupation mineure
L'Engoulevent à queue d'aronde (Uropsalis segmentata) est une espèce d'oiseaux de la famille des Caprimulgidae.

## Répartition
Cet oiseau vit dans les Andes boréales.

## Sous-espèces
D'après le Congrès ornithologique international, cette espèce est constituée des deux sous-espèces suivantes :
- U. s. segmentata  (Cassin, 1849). Présent en Colombie et Équateur ;
- U. s. kalinowskii  (Berlepsch & Stolzmann, 1894). Présent au Pérou et en Bolivie.